# Cocoa Producers’ Alliance
Die Cocoa Producers’ Alliance (Allianz der Kakaoproduzenten, COPAL) ist eine zwischenstaatliche Organisation kakaoproduzierender Länder mit Sitz in Lagos, Nigeria. Sie wurde 1962 von fünf Kakaoproduktionsländern in Abidjan gegründet. Heute umfasst sie zehn Mitgliedsländer, die zusammen rund 75 % der weltweiten Kakaoernte produzieren. Ihr Ziel ist es, die Koordination der Kakaopolitik der Mitgliedsländer zu fördern, die Marktposition der Produzenten zu stärken sowie Beziehungen zur wissenschaftlichen Forschung im Kakaobereich zu pflegen.

## Mitglieder
Gründungsmitglieder:
- Brasilien
- Elfenbeinküste
- Ghana
- Kamerun
- Nigeria

Später hinzugekommene Mitglieder:
- Dominikanische Republik
- Gabun
- Malaysia
- São Tomé und Príncipe
- Togo